# 卡蒂奇城 (馬里蘭州)
卡蒂奇城（英語：Cottage City）是一個位於美國馬里蘭州佐治王子縣的市鎮。

## 人口
根據2020年美國人口普查的數據，卡蒂奇城的面積為0.74平方千米，當中陸地面積為0.71平方千米，而水域面積為0.03平方千米。當地共有人口1335人，而人口密度為每平方千米1,804人。